# Richard Hanke
Richard Hanke, noto anche come Walter Hanke (Breslavia, 18 marzo 1910 – 2 settembre 1980), è stato un calciatore tedesco, di ruolo attaccante.